# A gyermek és a varázslat
A gyermek és a varázslat Maurice Ravel 1925. március 21-én Monte-Carlóban bemutatott egyfelvonásos operája. (Eredeti címe: L’Enfant et les Sortilèges, jegyzékszáma Marnat 71.) A darabot a Magyar Állami Operaház még nem tűzte műsorra, de 2010 tavaszán hallható volt a MÜPA-ban koncertszerű előadás formájában, illetve ez évben a Miskolci Operafesztiválon szcenírozott formában is előadásra került.

## Az opera története

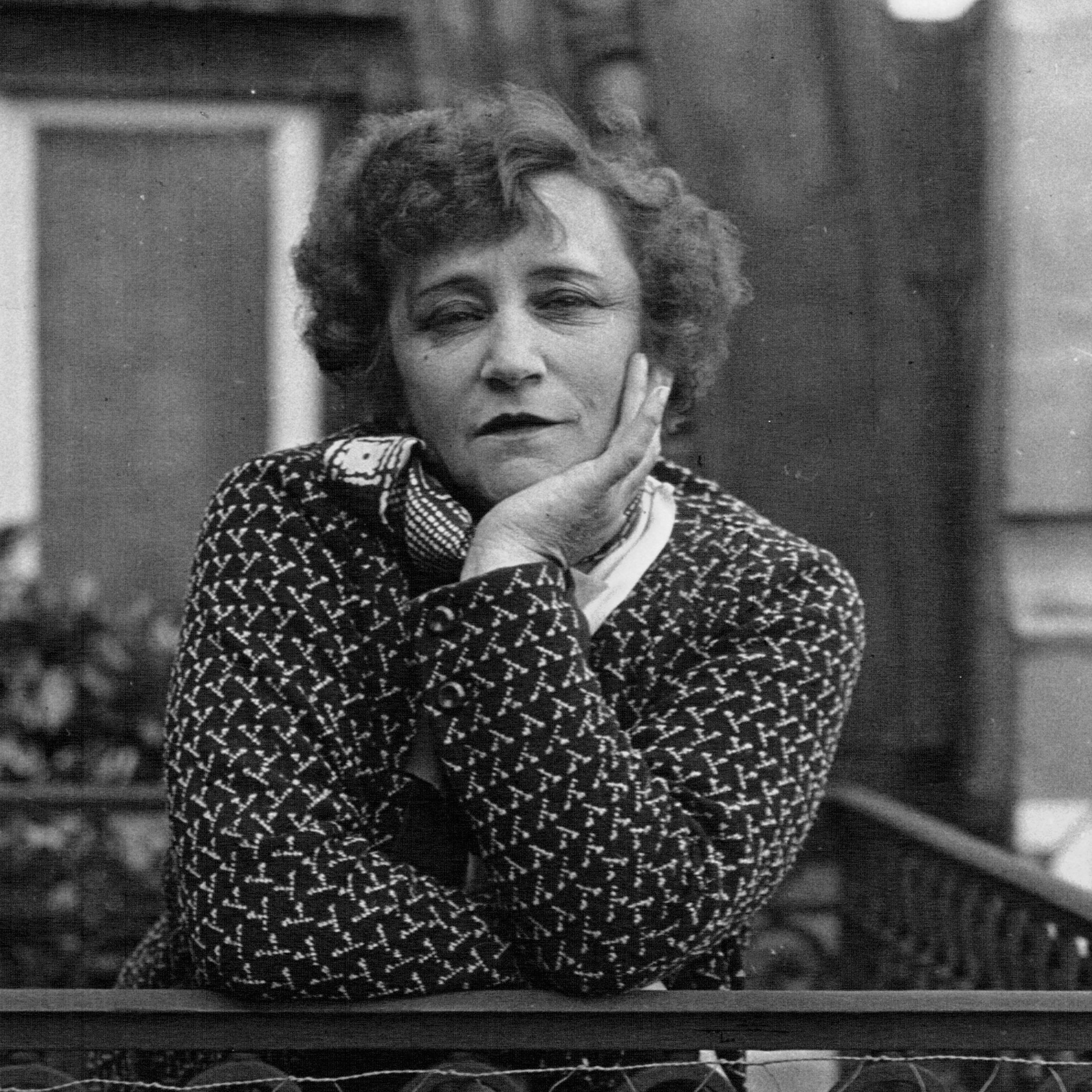
Colette 1932-ben

Az opera történetét Colette francia írónő 1916-ban vers formában jelentette meg. Az Opéra Comique akkori igazgatójának (Jacque Rouché) megtetszett a téma, és a szerzőnek javasolta mesebaletté történő átírását. Rouché több zeneszerzőt is az írónő figyelmébe ajánlott, aki alkalmas lenne zenét írni a történethez, Colette azonban rögtön Ravel mellett döntött.
A librettó hamarosan elkészült, ki is küldték a Verdun mellett harcoló zeneszerzőnek a frontra, de a csomag elkallódott, így Ravel azt csak 1918-as leszerelése után kapta kézhez (ekkor ugyanis másodszorra is elküldték neki). A harcok után a zeneszerző rossz egészségi állapotban volt. Lábadozása közben évek teltek el, és csak 1922-ben fogott hozzá a komponáláshoz. Bár egyesek azt állították, hogy A gyermek és a varázslat 1916–1925 között csaknem tíz éven át készült, ez nem valószínű, hiszen a librettót biztosan csak 1918-ban kapta meg. Ravel egyébként már 1920-ban operai terveket szövögetett a témával kapcsolatban.
A komponálás vége felé aztán egyszer csak felkereste a monte-carlói operaház intendánsa: a szerző első operája (Pásztoróra) ottani ősbemutatója nagy sikert aratott, ezért most el akarták érni, hogy A gyermek és a varázslat premierje is Monte-Carlóban legyen. Ravel természetesen beleegyezett, és 1924-ben elküldte a színháznak a kész partitúrát. A bemutatóra következő év márciusában került sor, nagy sikerrel.

## Az opera szereplői
| Szereplő        | Hangfekvés       |
| --------------- | ---------------- |
| A gyermek       | mezzoszoprán     |
| Az anya         | alt              |
| A fotel         | basszus          |
| A párnás szék   | koloratúrszoprán |
| Állóóra         | basszus          |
| A teáskanna     | bariton          |
| A kínai csésze  | koloratúrszoprán |
| A tűz           | szoprán          |
| A pásztorfiú    | alt              |
| A pásztorlány   | szoprán          |
| A hercegnő      | szoprán          |
| A kis öregember | tenor            |
| A kandúr        | bariton          |
| A cica          | szoprán          |
| A fa            | bariton          |
| A szitakötő     | alt              |
| A csalogány     | szoprán          |
| A denevér       | szoprán          |
| A bagoly        | szoprán          |
| A béka          | tenor            |
| A mókus         | szoprán          |

- Játékidő: háromnegyed óra

## Az opera cselekménye
[Ravel előírása, hogy a színpadon minden akkorára van nagyítva, hogy a gyermeket játszó énekesnő 8–10 évesnek nézzen ki. Az anyának csak a köténye látszik az ajtónyílásban.]
A gyermek szobájában ül. Leckét kellene írnia, de persze nincs hozzá sok kedve. Unja a tanulást. Összepacázza a füzetét és a szőnyeget is. Anyja nyit be hozzá és vacsorára hívja. Csalódottan fedezi fel, hogy gyermeke még sehol sem tart a leckeírásban, nagyon flegmán viselkedik, a szobájában pedig nagy rendetlenség uralkodik. A fiú anyja korholó szavaira illetlenül válaszol, még a nyelvét is kinyújtja rá. Az anya végül elhatározza, hogy megbünteti gyermekét: csak teát és keserű kenyeret ad neki vacsorára, és figyelmezteti, hogy rendes ételt csak abban az esetben kap, ha elvégezte a dolgát. A hétéves kisfiút ez még jobban kihozza a sodrából.
Anyja távozása után széttépi a füzetét, kínozni kezdi állatait. Majd egyszer csak minden megváltozik: érteni kezdi a körülötte lévő tárgyakat és az állatok nyelvét. Mindenki rá panaszkodik, hogy milyen durván bánik velük. A falat díszítő tapétán sírni kezd a pásztorlány és a pásztorfiú, amiért ollóval belevágott a papírba és elválasztotta őket egymástól. Ezután lép színre a mesét megtestesítő hercegnő, a fiú első nagy szerelme, aki a szemére hányja, hogy egyre ritkábban forgatja a könyvet, amiben róla olvashat. Ezután a kis öregember jelenik meg, aki a matematikakönyvből lépett ki. Panaszkodni kezd, hogy a fiú szégyent hoz a fejére, mert folyton elrontja a tankönyvében szereplő példákat. Monológja közben életre kelnek a számok és egyre vadabbul cikáznak a szobában. A nagyapjától örökölt állóóra annyira feldühíti magát, hogy a kisfiún akarja elütni a következő órát.
A zűrzavar egyre nagyobb lesz, a kisfiú pedig egyre jobban megszeppen. Anyja után kiált, minden hiába. A nagy forgatagban a mókus megsebesül, a fiú megsajnálja és szalaggal beköti a sebét. Ez a cselekedet megenyhíti az ellene lázadó tárgyakat, így végül mindenki megadóan visszatér a helyére. A kisfiúval együtt kiáltanak az anya után, aki most meg is jelenik és megbocsátóan öleli magához fiát.

## Az opera zenéje
Ravel maga mondta, hogy hangsúlyt a dallamra helyezte, amelyet az amerikai komédiák szellemében dolgozott fel. Szinte minden életre keltett tárgy és lény cizellált énekszólamot kap, a jellemábrázolás kidolgozott és árnyalt. A karosszékek tánca például fürge menüett, a teáskanna és a teáscsésze duettje pedig foxtrott. A kanna és a csésze dialógusa jól példázza Ravel találékonyságát: a kínai pentaton skála magas fekvésű, párhuzamos hangközmenetei közben a csésze különös, keleties hangzású szavakat kántál. A zene helyenként a musical határait súrolja. A zenekar végig alárendelt szerepben van, de a zeneszerző nem mondott le a hangszeres virtuozitás lehetőségeiről. Fontos szerepe van a táncoknak: a darab több lendületes táncot is tartalmaz a menüettől a foxtrottig.